# Famille Heine
Cette page explique l’histoire ou répertorie les différents membres de la famille Heine.
La famille Heine est une famille allemande.

## Historique
Gustav Heine von Geldern est créé baron en 1870.

## Membres notables
- Heymann Heine (de) (1722-1780), marchand à Hanovre ;
- Salomon Heine (1767-1844), banquier ;
- Heinrich Heine (1797-1856), écrivain ;
- Gustav Heine von Geldern (1812-1886), directeur de journal ;
- Armand Heine (en) (1818-1883), banquier ;
- Michel Heine (1819-1904), banquier, Régent de la Banque de France, fils d'Isaac Heine (Hanovre, 1763-Bordeaux, 1828), marchand et banquier ;
- Cécile Furtado-Heine (1821-1896), philanthrope ;
- Alice Heine (1858-1925), duchesse de Richelieu, puis princesse consort de Monaco après son mariage avec Albert Ier de Monaco ;
- Georges Heine (1861-1928), banquier, régent de la Banque de France ;
- Marie-Louise Heine-Fould (1865-1940), infirmière et philanthrope, épouse d'Achille Fould ;
- Robert von Heine-Geldern (1885-1868), ethnologue, historien et archéologue.

## Galerie

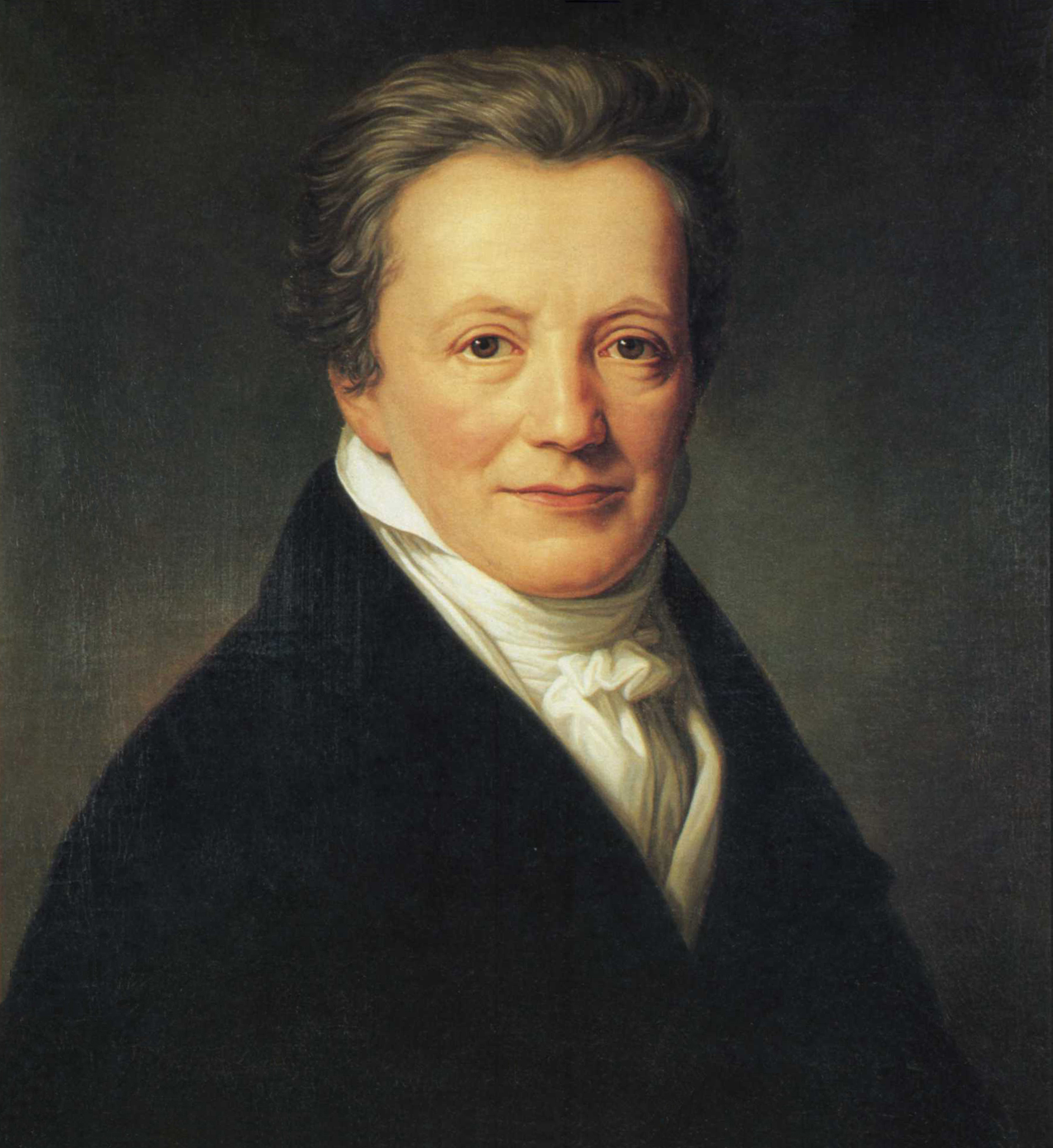
Salomon Heine
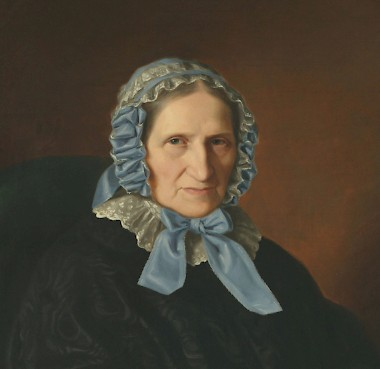
Betty Heine
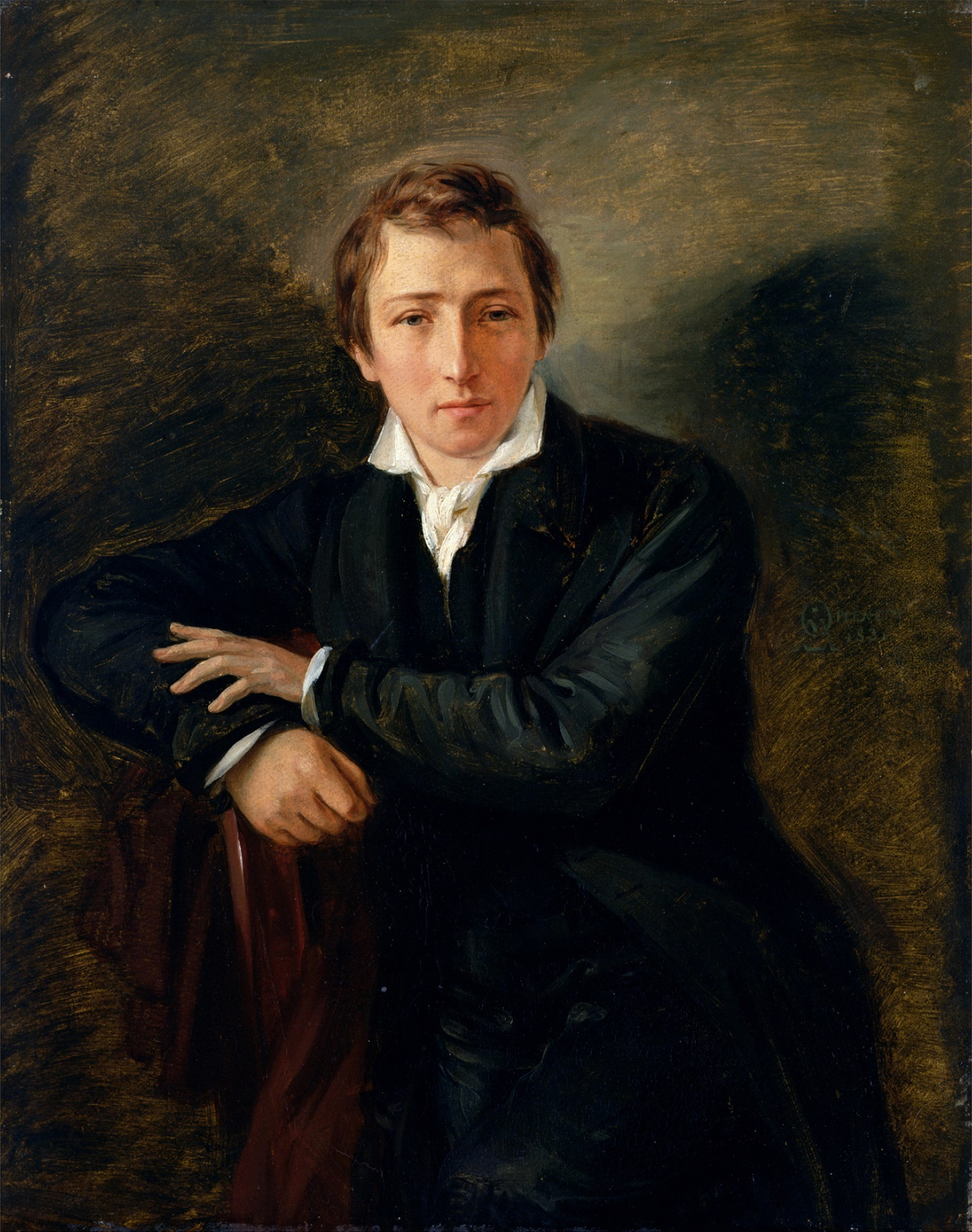
Heinrich Heine
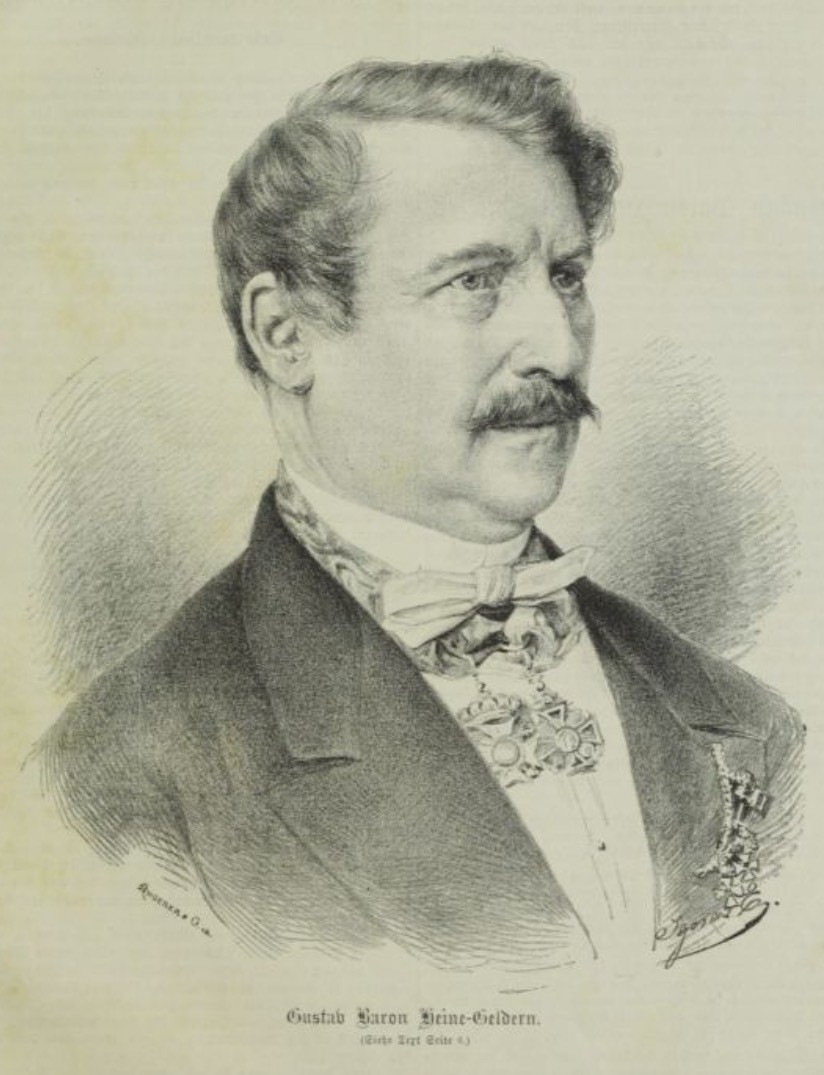
Gustav Heine, baron von Geldern
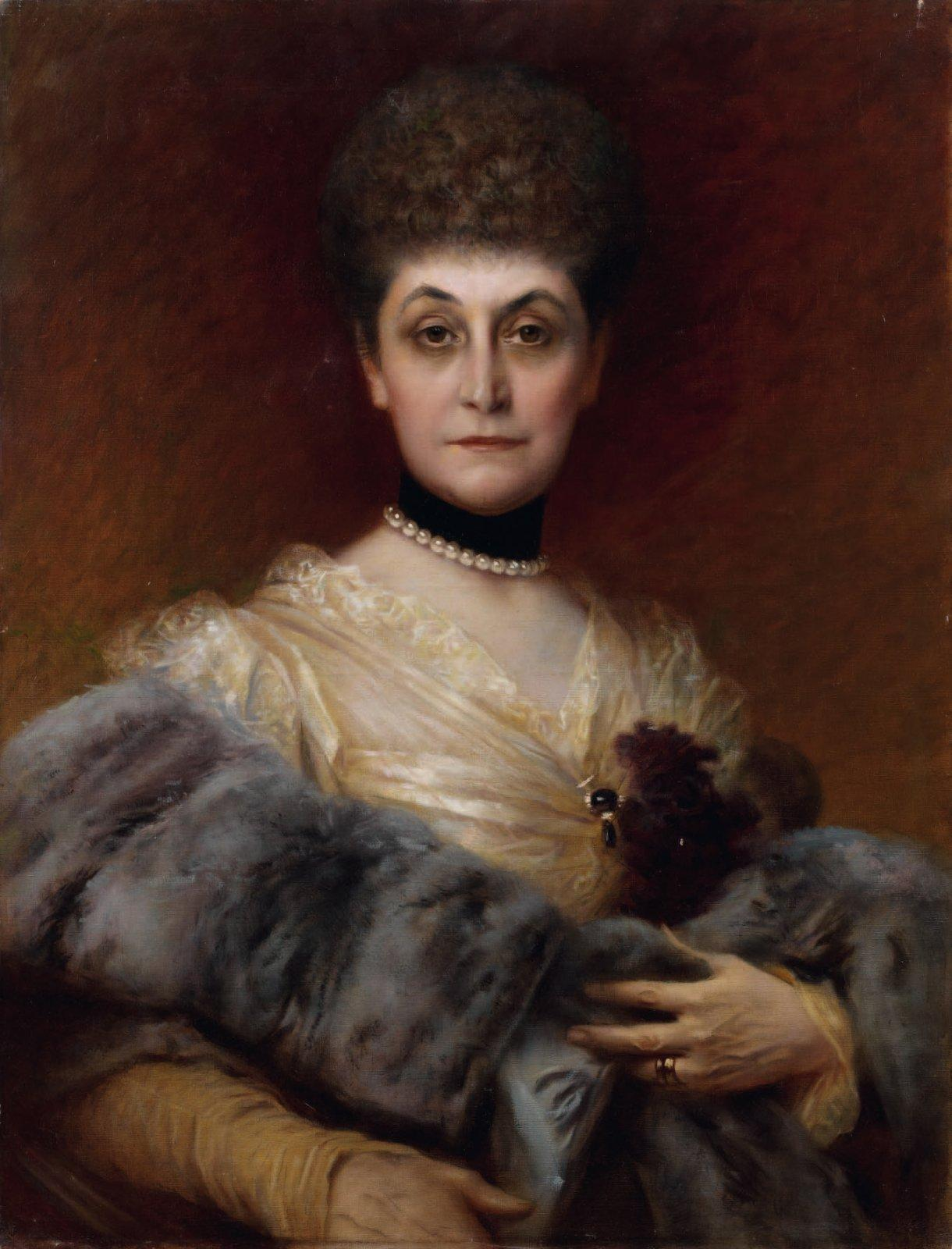
Paule Heine, princesse d'Essling
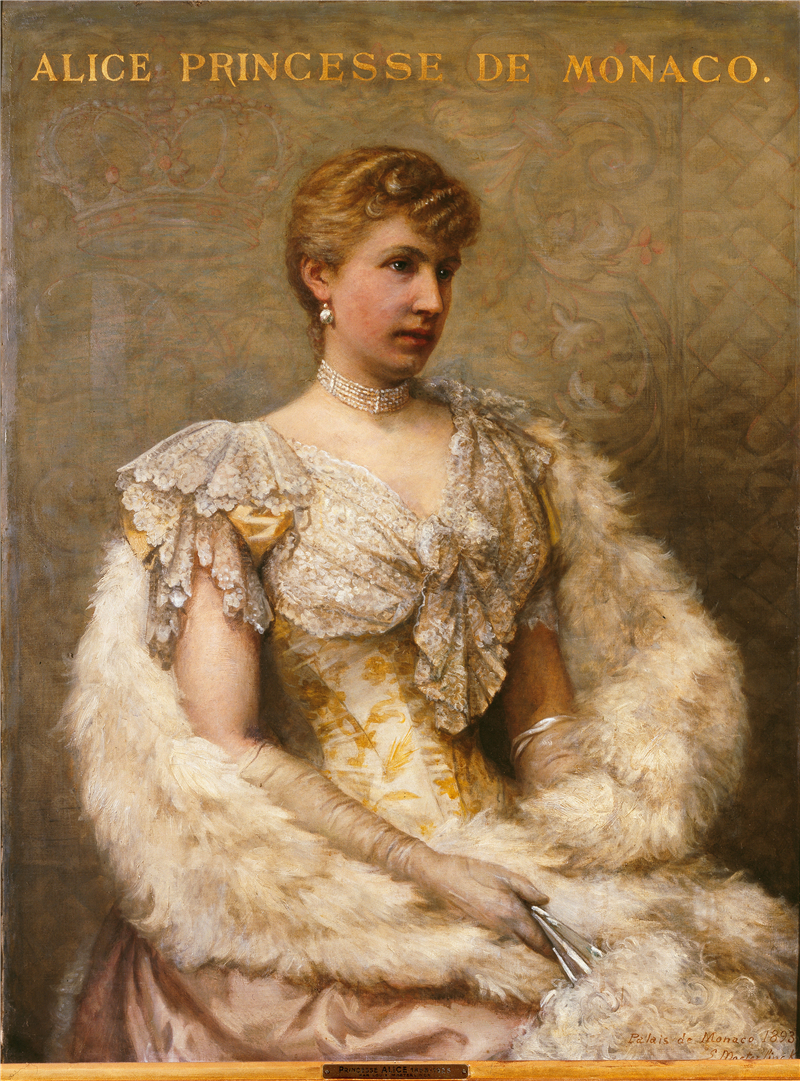
Alice Heine, princesse de Monaco
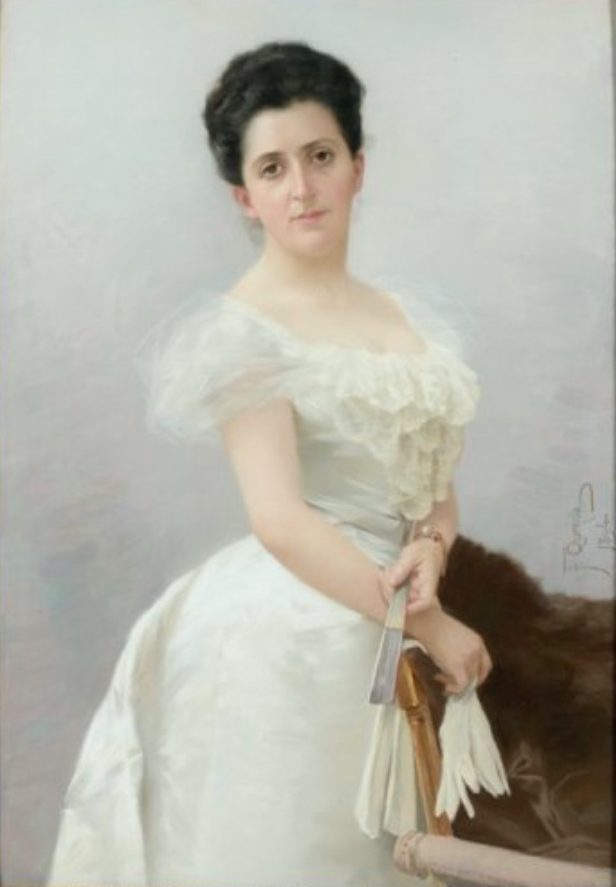
Mme Marie-Louise Achille-Fould, née Heine
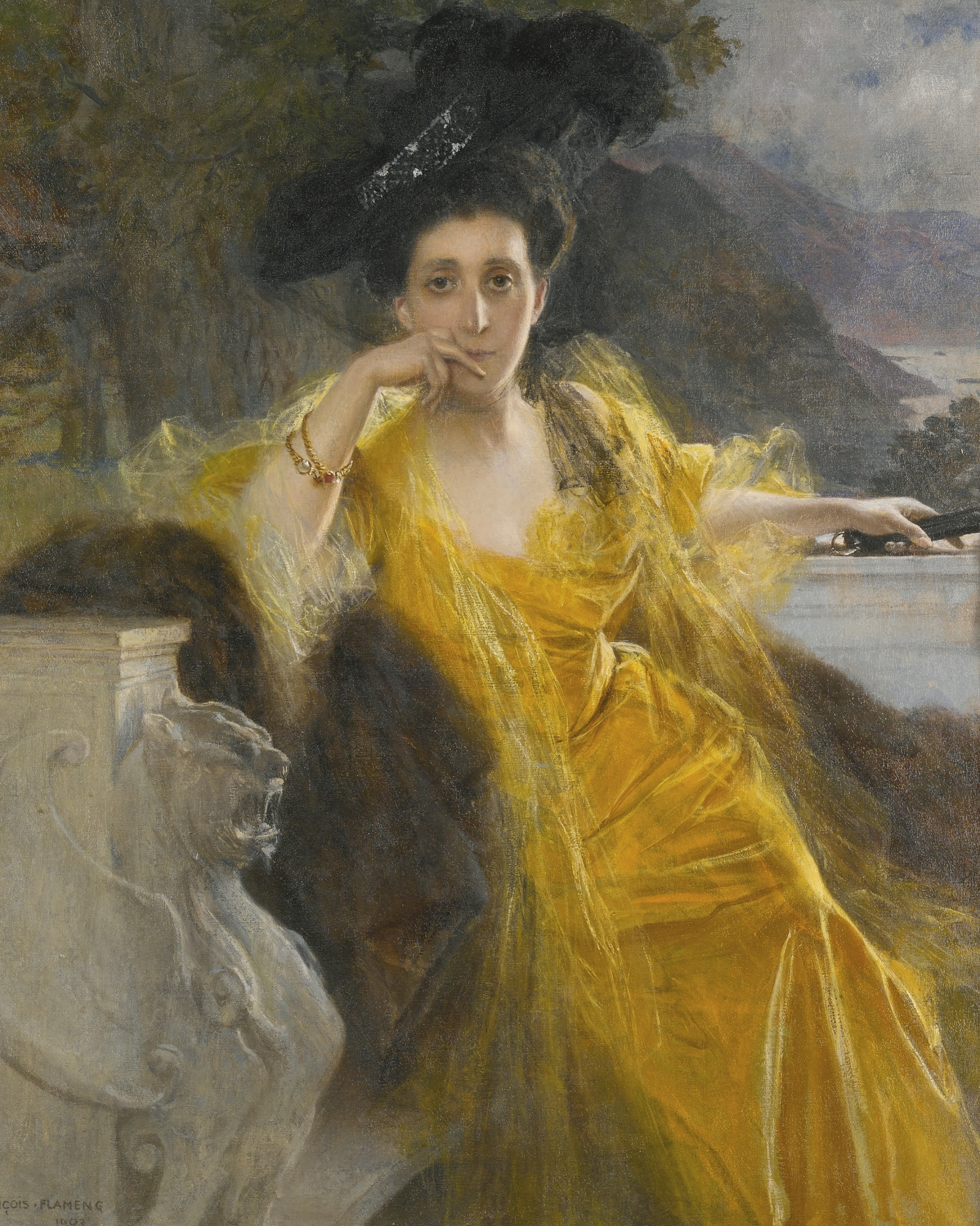
Marie-Louise Fould, née Heine